# Pezicula aurantiaca
Pezicula aurantiaca är en svampart som beskrevs av Rehm 1912. Pezicula aurantiaca ingår i släktet Pezicula och familjen Dermateaceae.   Inga underarter finns listade i Catalogue of Life.